# Ceratonotus
Ceratonotus är ett släkte av kräftdjur som beskrevs av Georg Ossian Sars 1909. Ceratonotus ingår i familjen Ancorabolidae.
Släktet innehåller bara arten Ceratonotus pectinatus.